# Ernst-Ludwig-Allee 17/19 (Buchschlag)

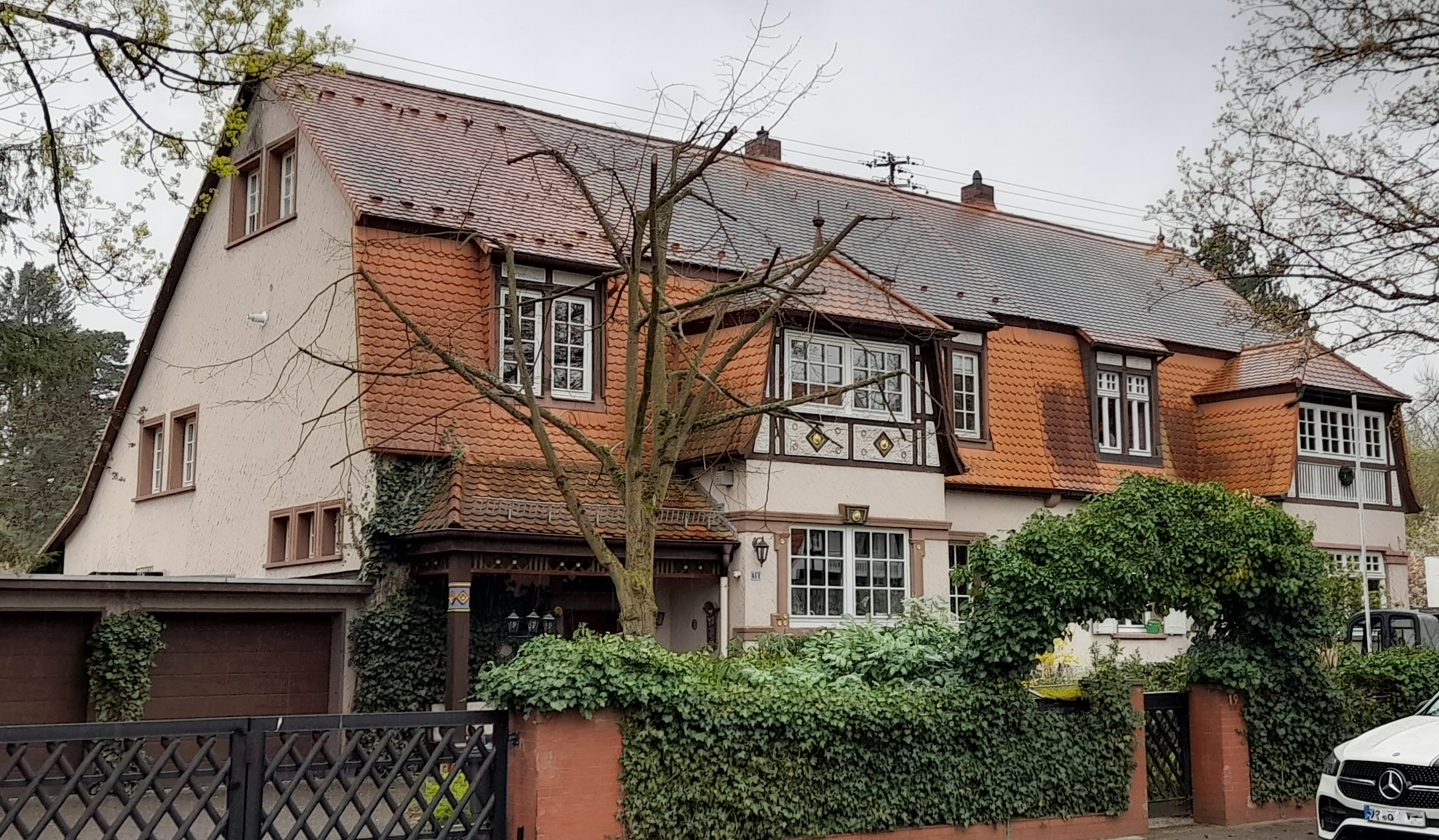
Ernst-Ludwig-Allee 17/19 in Buchschlag

Das Gebäude Ernst-Ludwig-Allee 17/19 in Buchschlag, einem Stadtteil von Dreieich im südhessischen Landkreis Offenbach, wurde zwischen 1907 und 1910 errichtet. Das Doppelhaus in der Villenkolonie Buchschlag ist ein geschütztes Kulturdenkmal.
Das Doppelhaus wurde durch die Querstellung und Koppelung zweier einfacher Siedlungshäuser gebildet. Dem durchlaufenden Mansarddach sind zwei symmetrische Riegel durchgeschoben, mit Veranden zum Garten und Wintergärten zur Straße hin. 
Die schlichte Putzfassade entspricht der zurückhaltenden Architektur des Architekten W. Barth.